# Lijst van nummer 1-albums in de Album Top 100 in 1999
Onderstaande albums stonden in 1999 op nummer 1 in de Album Top 100, de voorloper van de huidige Media Markt Album Top 40. De lijst werd samengesteld door de Stichting Nederlandse Top 40. Vanaf 10 juli 1999 stopte de Album Top 100 van de Stichting Nederlandse Top 40 bij het samengaan van deze stichting met de Stichting Mega Top 100. De overgebleven lijst was die van Megacharts B.V.. Sinds 9 april 2011 wordt er door de Stichting Nederlandse Top 40 weer een albumlijst samengesteld. Deze lijst bevat zowel nieuwe en oudere albums als compilatie-albums. De lijst is vernoemd van de sponsor: de Media Markt Album Top 40.
| Nummer | Datum       | Artiest                       | Titel                                                 |
| ------ | ----------- | ----------------------------- | ----------------------------------------------------- |
|        | 2 januari   | geen Album Top 100 verschenen | geen Album Top 100 verschenen                         |
| 316    | 9 januari   | U2                            | The Best of 1980-1990                                 |
| 317    | 16 januari  | George Michael                | Ladies & gentlemen: The best of George Michael        |
| 316    | 23 januari  | U2                            | The best of 1980 - 1990                               |
|        | 30 januari  | U2                            | The best of 1980 - 1990                               |
| 318    | 6 februari  | Ilse DeLange                  | World of hurt                                         |
|        | 13 februari | Ilse DeLange                  | World of hurt                                         |
| 319    | 20 februari | 2Pac                          | Greatest hits                                         |
| 320    | 27 februari | Bee Gees                      | One night only                                        |
| 319    | 6 maart     | 2Pac                          | Greatest hits                                         |
|        | 13 maart    | 2Pac                          | Greatest hits                                         |
| 318    | 20 maart    | Ilse DeLange                  | World of hurt                                         |
|        | 27 maart    | Ilse DeLange                  | World of hurt                                         |
| 321    | 3 april     | Andrea Bocelli                | Sogno                                                 |
|        | 10 april    | Andrea Bocelli                | Sogno                                                 |
|        | 17 april    | Andrea Bocelli                | Sogno                                                 |
| 322    | 24 april    | Vengaboys                     | Greatest hits! Part 1                                 |
|        | 1 mei       | Vengaboys                     | Greatest hits! Part 1                                 |
|        | 8 mei       | Vengaboys                     | Greatest hits! Part 1                                 |
| 323    | 15 mei      | ABBA                          | De grootste hits in Nederland - 25 jaar na 'Waterloo' |
| 321    | 22 mei      | Andrea Bocelli                | Sogno                                                 |
| 324    | 29 mei      | Backstreet Boys               | Millennium                                            |
|        | 5 juni      | Backstreet Boys               | Millennium                                            |
| 325    | 12 juni     | Frans Bauer & Corry Konings   | Frans Bauer & Corry Konings                           |
| 326    | 19 juni     | Toy Box                       | Fantastic                                             |
|        | 26 juni     | Toy Box                       | Fantastic                                             |
| 323    | 3 juli      | ABBA                          | De grootste hits in Nederland - 25 jaar na 'Waterloo' |

Lijsten van nummer 1-albums in de Nederlandse Album Top 100

1969 ·
1970 ·
1971 ·
1972 ·
1973 ·
1974 ·
1975 ·
1976 ·
1977 ·
1978 ·
1979 ·
1980 ·
1981 ·
1982 ·
1983 ·
1984 ·
1985 ·
1986 ·
1987 ·
1988 ·
1989 ·
1990 ·
1991 ·
1992 ·
1993 ·
1994 ·
1995 ·
1996 ·
1997 ·
1998 ·
1999 ·
2000 ·
2001 ·
2002 ·
2003 ·
2004 ·
2005 ·
2006 ·
2007 ·
2008 ·
2009 ·
2010 ·
2011 ·
2012 ·
2013 ·
2014 ·
2015 ·
2016 ·
2017 ·
2018 ·
2019 ·
2020 ·
2021 ·
2022 ·
2023 ·
2024 ·
2025

Lijsten van nummer 1-albums van de Stichting Nederlandse Top 40

1969 ·
1970 ·
1971 ·
1972 ·
1973 ·
1974 ·
1975 ·
1976 ·
1977 ·
1978 ·
1979 ·
1980 ·
1981 ·
1982 ·
1983 ·
1984 ·
1985 ·
1986 ·
1987 ·
1988 ·
1989 ·
1990 ·
1991 ·
1992 ·
1993 ·
1994 ·
1995 ·
1996 ·
1997 ·
1998 ·
1999 ·
2011 ·
2012 ·
2013 ·
2014 ·
2015
- Nederland
- Nederland (Album Top 100)
- Vlaanderen